# Podložka pod myš

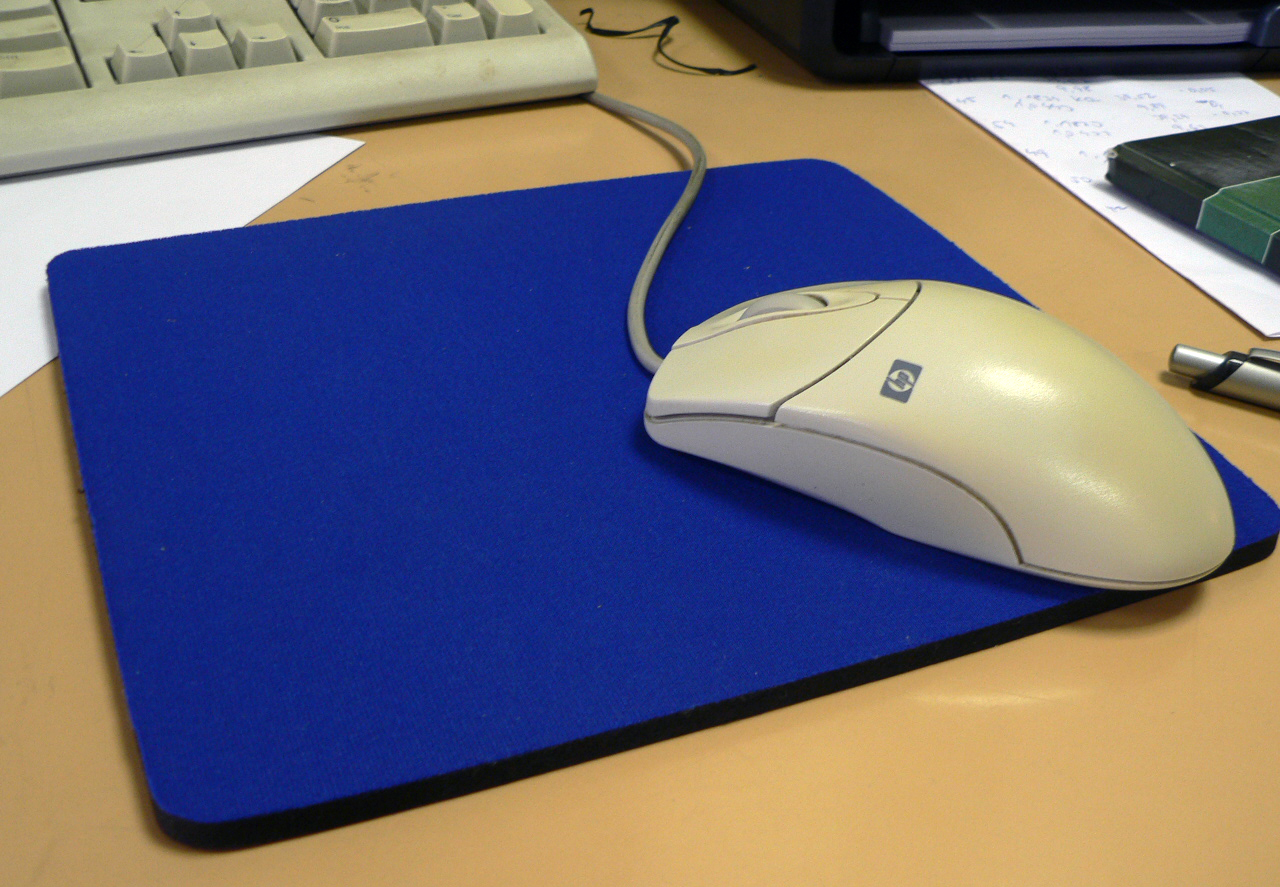
Podložka pod myš

Podložka pod myš je doplněk počítačové myši, který má za úkol vytvoření vhodného povrchu, po kterém se pohybuje snímací zařízení. To je důležité hlavně u kuličkových počítačových myší, které byly hodně náročné na typ povrchu. Dnes, v době optických a laserových počítačových myší je toto hledisko důležité víceméně jenom pro profesionální grafiky a počítačové hráče.

Podložka má většinou přibližně obdélníkový tvar, ale je možno se setkat téměř s libovolným tvarem. Jedna strana podložky bývá matná s potiskem (platí spíše pro kuličkovou myš), která má za úkol umožňovat snadný pohyb. Druhá spodní strana je zpravidla bez potisku a vyráběna, aby dobře přilnula k povrchu, na který je položena. Profesionální podložky mohou mít z každé strany jiný povrch, kde je každý optimalizovaný na určitou činnost (hrubý –rychlost FPS / jemný povrch – přesnost RPG). Vzhledem k poměrně nízké výrobní ceně bývají často podložky pod myš používány pro reklamní účely.

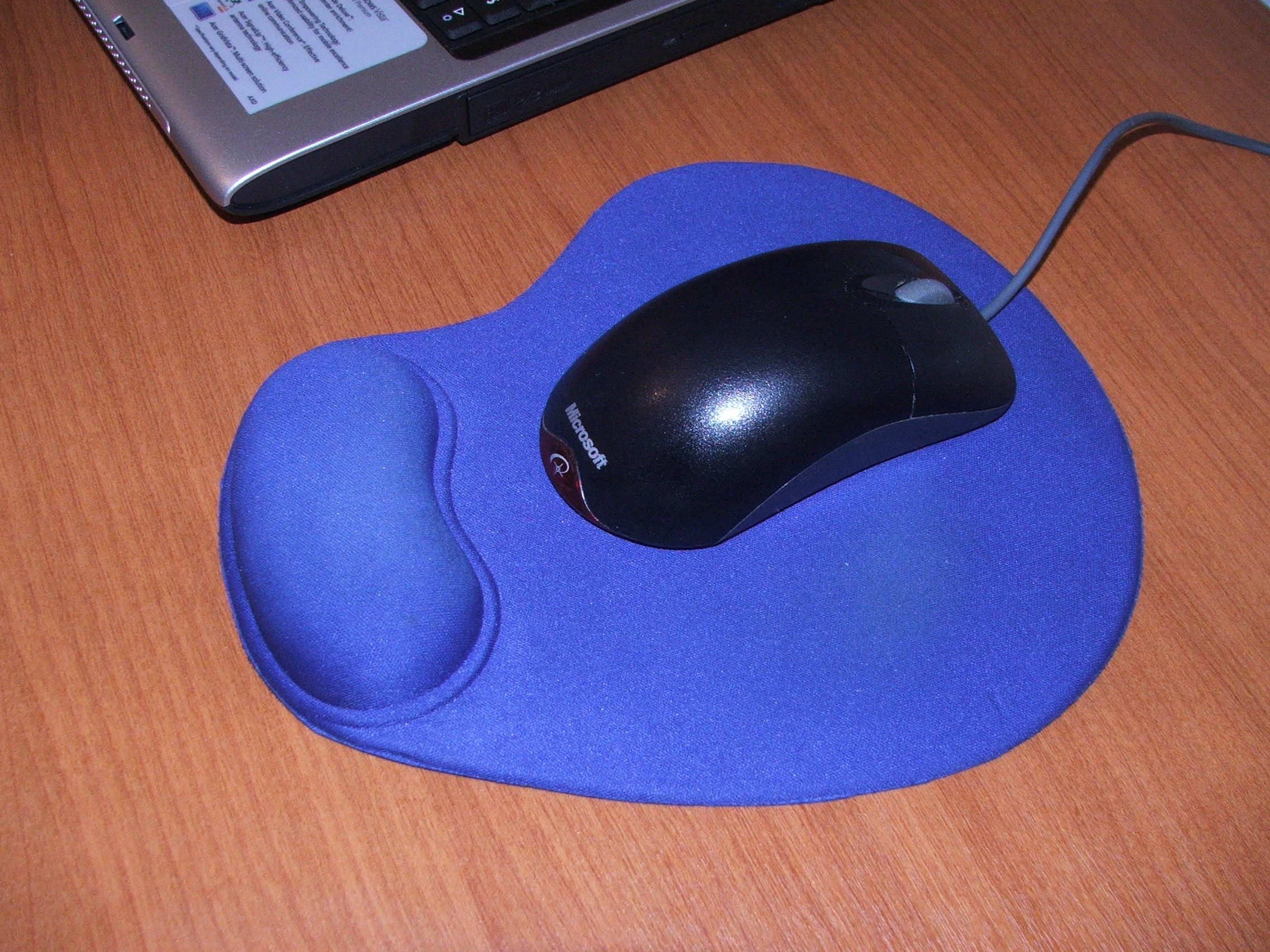
podložka s opěrkou pro zápěstí

Vzhledem k tomu, že v řadě případů uživatelé počítačů pracují s myší po dlouhou dobu bez přestávek, může neměnná poloha ruky ovládající myš vést k únavě v oblasti zápěstí a domněle je také jedním z faktorů podmiňujících tzv. syndrom karpálního tunelu. Z toho důvodu existují také speciální ergonomické typy podložek pod myš s gelovým polštářkem pod zápěstím, které jsou ze zdravotního hlediska mnohem příznivější.
Na výrobu podložky je využíváno různých druhů materiálů – například plastové hmoty, textilie, gelu aj.